# Seul contre tous (film, 2015)
Pour les articles homonymes, voir Seul contre tous et Concussion (homonymie).
Pour plus de détails, voir Fiche technique et Distribution.
Seul contre tous ou Commotion au Québec (Concussion) est un film américain écrit et réalisé par Peter Landesman, sorti en 2015.

## Synopsis
En 2002, à Pittsburgh, le médecin Bennet Omalu révolutionne le monde de la neurologie en découvrant des cas d'encéphalopathie traumatique chronique au sein de la NFL.
Il dénonce les dangers du populaire football américain.

## Fiche technique
Sauf indication contraire, les informations mentionnées dans cette section peuvent être confirmées par la base de données cinématographiques IMDb,  présente dans la section « Liens externes ».
- Titre original : Concussion
- Titre français : Seul contre tous
- Titre québécois : Commotion
- Réalisation : Peter Landesman
- Scénario : Peter Landesman, d'après l'article Game Brain de Jeanne Marie Laskas[1],[2],[3]
- Direction artistique : David Crank
- Décors : Tom Frohling
- Costumes : Dayna Pink
- Photographie : Salvatore Totino
- Montage : William Goldenberg
- Musique : James Newton Howard
- Production : Elizabeth Cantillon, Giannina Facio, Ridley Scott[4], Larry Shuman et David Wolthoff
- Sociétés de production : Scott Free Productions, The Shuman Company et Village Roadshow Pictures
- Sociétés de distribution : Columbia Pictures (États-Unis), Sony Pictures Releasing France (France)
- Budget : 35 millions de dollars
- Pays d’origine :  États-Unis
- Langue originale : anglais
- Format : couleur
- Genre : Drame
- Durée : 123 minutes[5]
- Dates de sortie[6] :
  -  États-Unis : 25 décembre 2015
  -  France : 9 mars 2016

## Distribution
- Will Smith (VF : Lucien Jean-Baptiste ; VQ : Pierre Auger) : Dr Bennet Omalu
- Alec Baldwin (VF : Bernard Lanneau ; VQ : Marc Bellier) : Dr Julian Bailes
- Albert Brooks (VF : Gabriel Le Doze ; VQ : Jean-Marie Moncelet) : Dr Cyril Wecht (en)
- Gugu Mbatha-Raw (VF : Tella Kpomahou ; VQ : Pascale Montreuil) : Prema Mutiso
- David Morse (VF : Pascal Casanova ; VQ : Benoit Rousseau) : Mike Webster
- Arliss Howard (VF : Loïc Houdré ; VQ : Frédéric Desager) : Dr Joseph Maroon (en)
- Mike O'Malley (VF : Gérard Darier ; VQ : Thiéry Dubé) : Daniel Sullivan
- Eddie Marsan (VF : Vincent Violette ; VQ : Carl Béchard) : Dr Steven DeKosky (en)
- Hill Harper (VF : Namakan Koné ; VQ : Martin Watier) : Christopher Jones
- Adewale Akinnuoye-Agbaje (VF : Frantz Confiac ; VQ : Fayolle Jean Jr.) : Dave Duerson
- Stephen Moyer (VF : Guillaume Lebon ; VQ : Gilbert Lachance) : Dr Ron Hamilton
- Richard T. Jones (VF : Asto Montcho ; VQ : Martin Desgagné) : Andre Waters (en)
- Paul Reiser (VF : Patrick Raynal ; VQ : Jean-Luc Montminy) : Dr Elliot Pellman
- Luke Wilson (VF : Philippe Valmont ; VQ : Antoine Durand) : Roger Goodell
- Sara Lindsey (en) (VF : Aurore Bonjour ; VQ : Annie Girard) : Gracie
- Matt Willig (en) (VF : Antoine Tomé ; VQ : Patrick Chouinard) : Justin Strzelczyk
- Bitsie Tulloch (VF : Armelle Gallaud ; VQ : Annie Girard) : Keana Strzelczyk
- L. Scott Caldwell (VF : Maïk Darah ; VQ : Carole Chatel) : la mère de Waters
- Eme Ikwuakor : Amobi Okoye (non crédité)

 Source et légende : version française (VF) sur RS Doublage

## Distinctions

### Récompenses
- Festival du film de Hollywood 2015 : Hollywood Actor Award pour Will Smith

### Nominations
- Golden Globes 2016 : meilleur acteur dans un film dramatique pour Will Smith
- Razzie Awards 2016 : prix spécial du repentant pour Will Smith : des nombreux Razzie Awards d'After Earth à son interprétation dans Seul contre tous